# 桜井神社 (堺市)

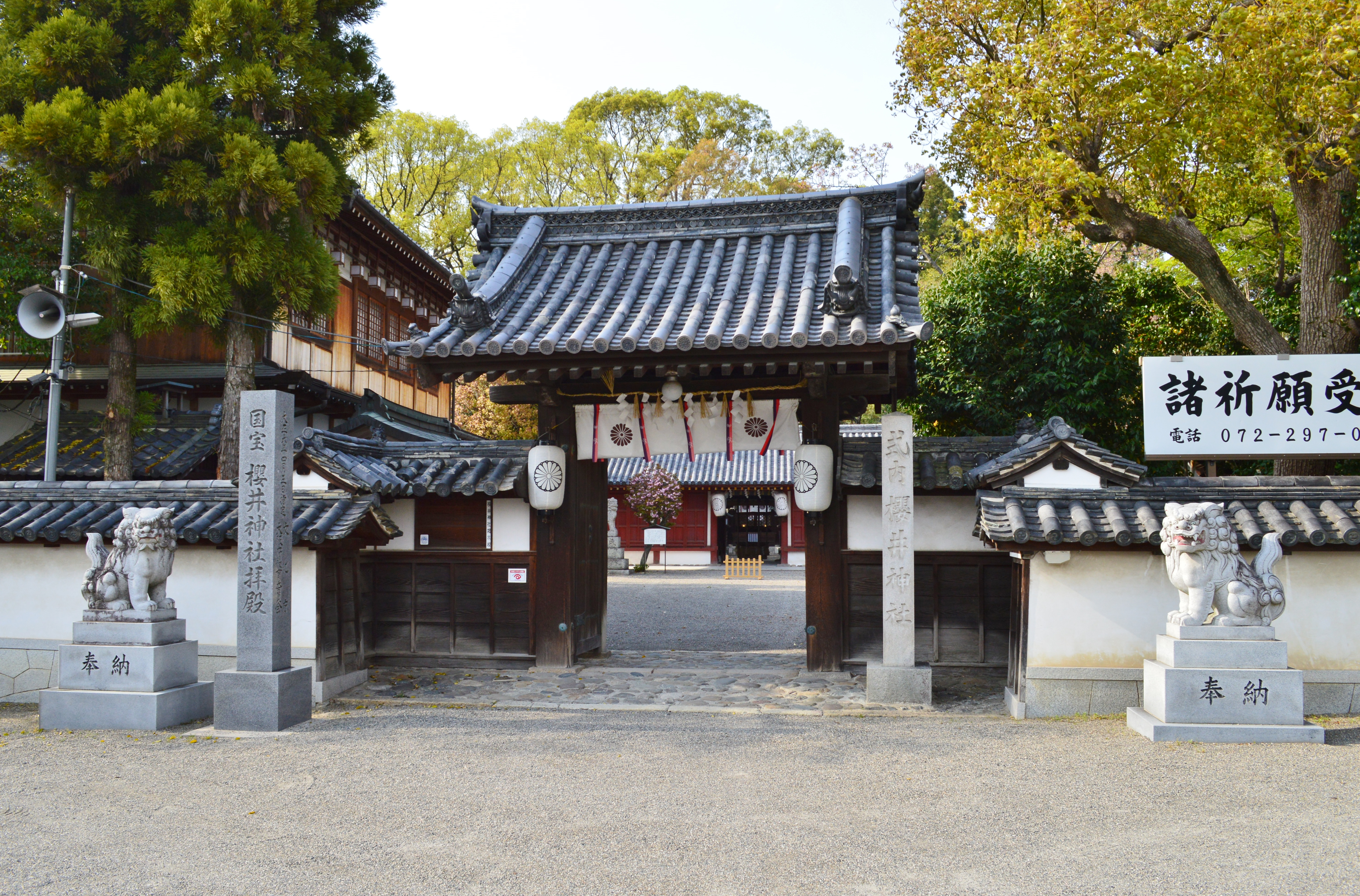
神門

桜井神社（さくらいじんじゃ、櫻井神社）は、大阪府堺市南区片蔵にある神社。式内社で、旧社格は府社。別称は「上神谷八幡宮」（にわだにはちまんぐう）とも。拝殿は堺市内唯一の国宝に指定されている。

## 祭神
現在の祭神は次の3柱。
- 中殿：応神天皇 - 第15代天皇。
- 東殿：仲哀天皇 - 第14代天皇。
- 西殿：神功皇后 - 仲哀天皇皇后。

## 歴史
伝承によると、この地方に住居していた桜井朝臣の一族がその祖先である武内宿禰を奉斎したのが創祀という。また推古天皇5年（597年）には八幡宮を合祀したという。
延長5年（927年）成立の『延喜式』神名帳では和泉国大鳥郡に「桜井神社」と記載され、式内社に列している。また、後世に当社に合祀された山井神社・国神社（法道寺の東にあった。現在も小さな社がある）もそれぞれ式内社に列している。
平安時代には神仏習合が進み、亀遊山神宮寺が境内に建てられた。建武4年（1337年）、上神城主の上神常儀が社殿を造営している。
天正5年（1577年）、織田信長による紀州征伐の戦火を受けて拝殿以外を焼失し、社領も没収される。
天正16年（1588年）に加藤清正によって阿弥陀堂が再建されたのをかわきりに、元禄年間（1688年 - 1704年）までに復興が行われた。
慶応4年（1868年）神仏分離に際し、仏像や経典などは片蔵の金福寺に移され、阿弥陀堂は別所の法華寺へ移築された。また、後に鐘楼は神輿庫に改造されている。
1872年（明治5年）に近代社格制度において郷社に列せられた。また、1908年（明治41年）から1910年（明治43年）にかけて国神社ほか9社を合祀している。
1942年（昭和17年）には府社に昇格した。

## 境内
- 本殿 - 1881年（明治14年）再建。
- 幣殿
- 中門 - 1931年（昭和6年）建立。

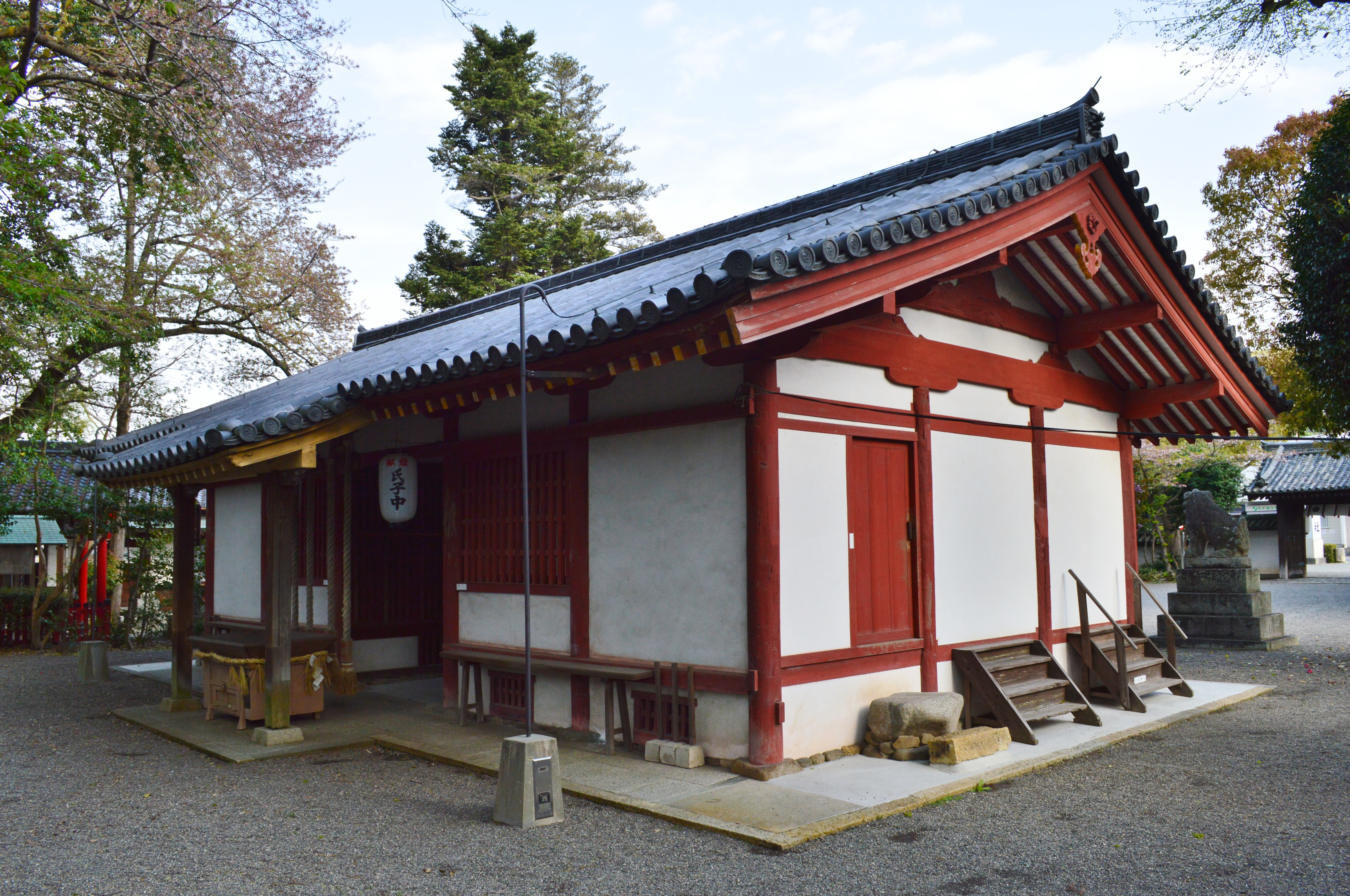
拝殿背面

- 拝殿（割拝殿、国宝） - 鎌倉時代前期の建立。切妻造、本瓦葺き。寺院建築風の簡素な意匠の拝殿である。柱間は桁行（正面）5間、梁間（側面）3間。桁行5間のうち中央の間を馬道（めどう、通路の意）とし、左右を部屋とする。このような形式の拝殿を割拝殿といい、拝殿の中央が土間のように通り抜けができる。ただし、これは当初からの形式ではなく、建立当初は全面に床を張り、建物周囲には縁をめぐらせていたことが痕跡からわかる。正面は馬道部分を除いて桟唐戸（さんからと）を吊り、側面は二重虹梁蟇股（にじゅうこうりょうかえるまた）[注釈 1]とする。内部は天井を張らず、梁、垂木などの構造材をそのまま見せた「化粧屋根裏」とする。神社の拝殿は建築年代の古いものが少なく、桜井神社拝殿は鎌倉時代にさかのぼる例として貴重であるとして、国宝に指定されている（背面の向拝部分は国宝指定外）。
- 絵馬殿
- 神輿庫 - 享保16年（1731年）に鐘楼として建立されたもの。明治時代に神輿庫に改造された。
- 社務所
- 神門 - 元禄15年（1702年）再建。

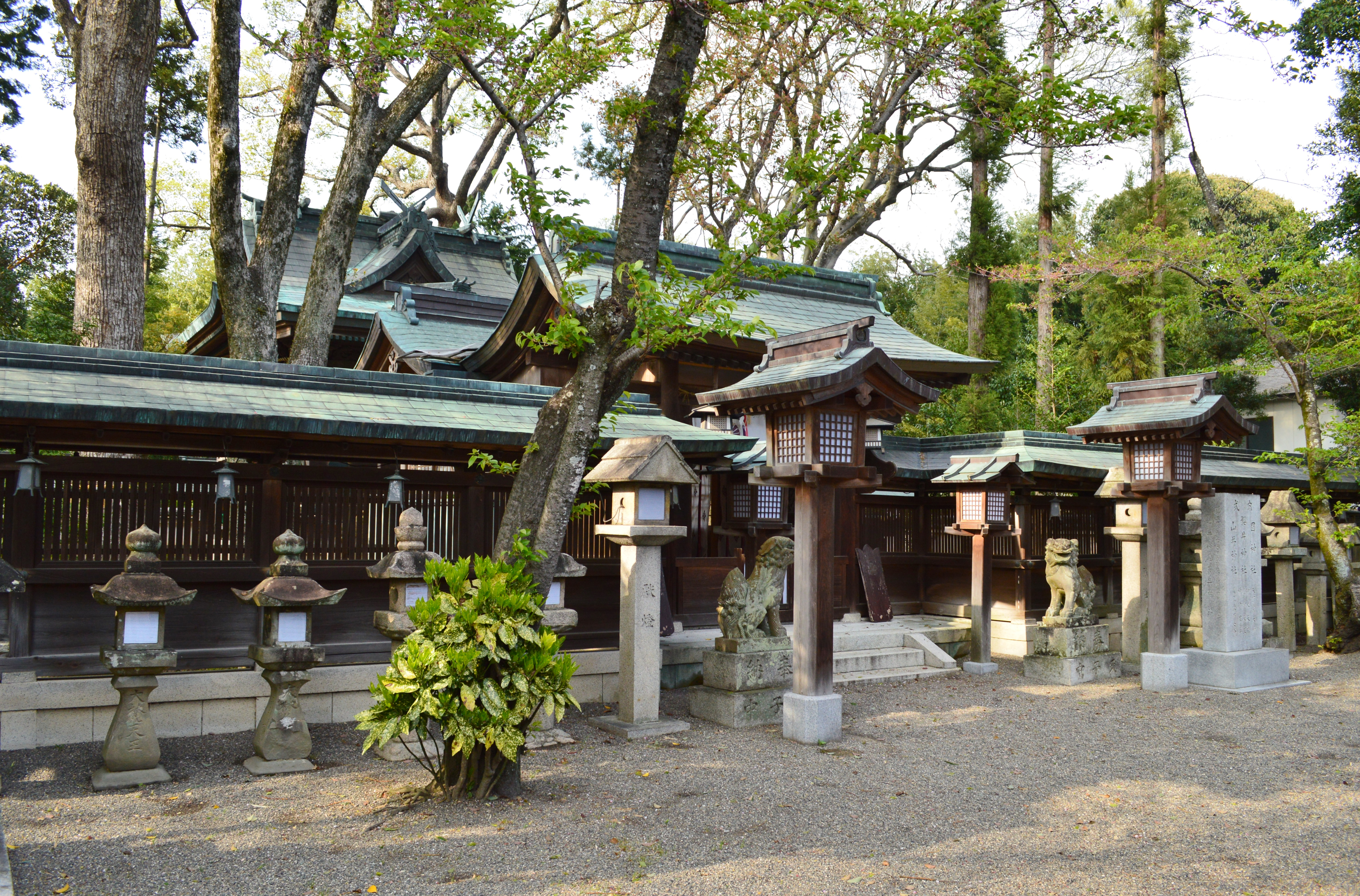
本殿・中門

## 摂末社
- 白福稲荷社 - 祭神：保食神
- 戎社
- 招魂社

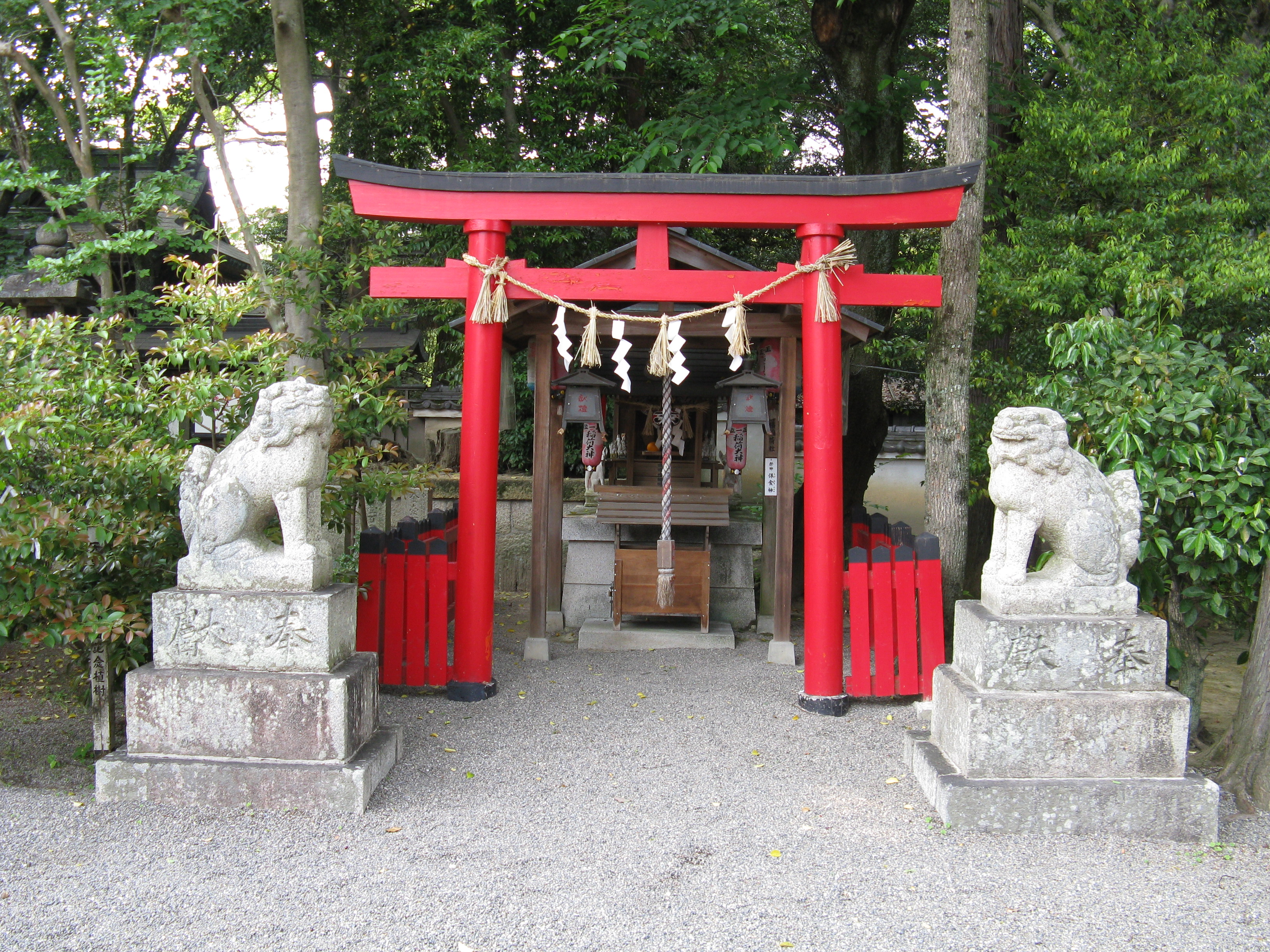
白福稲荷社
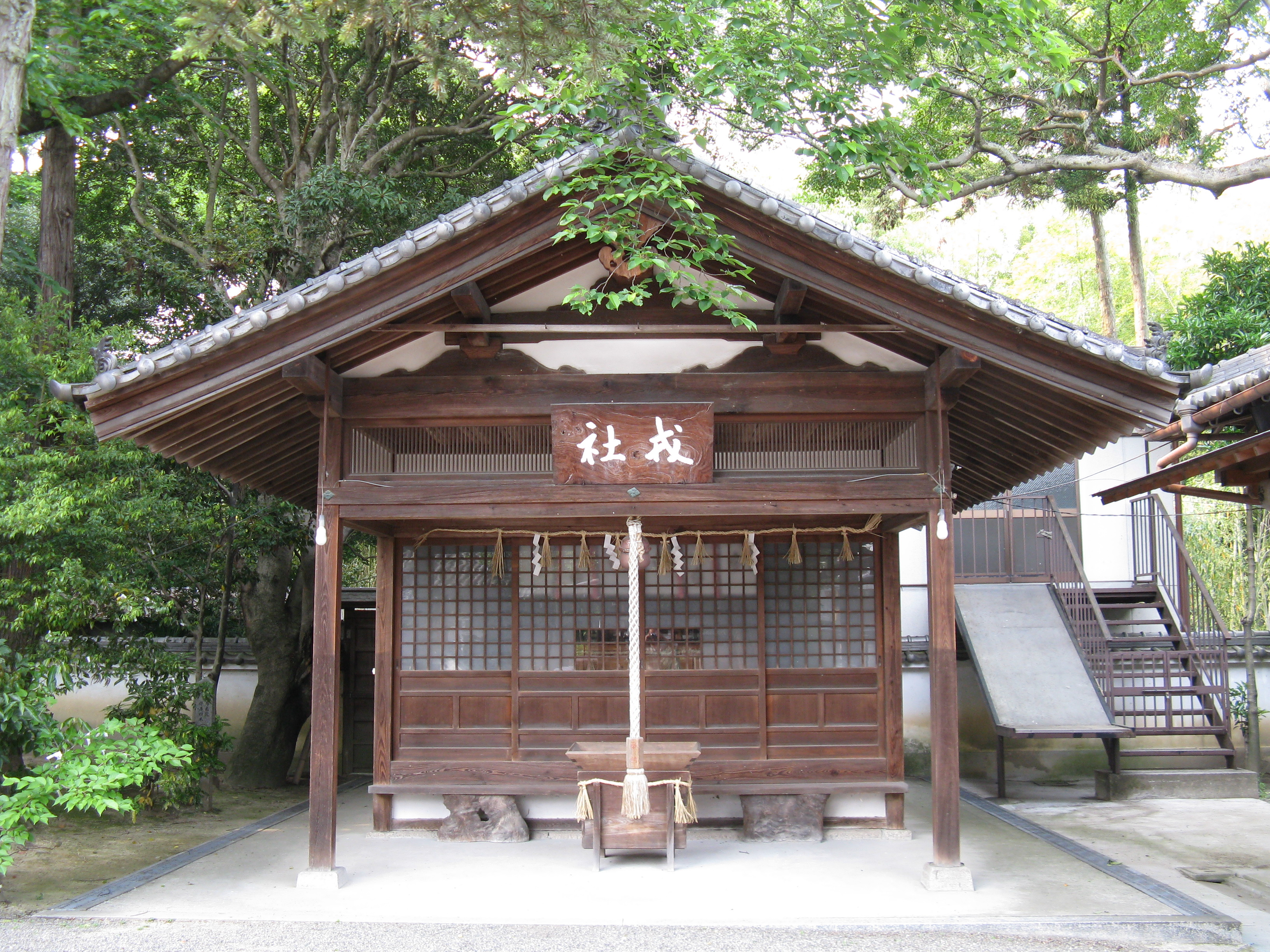
戎社
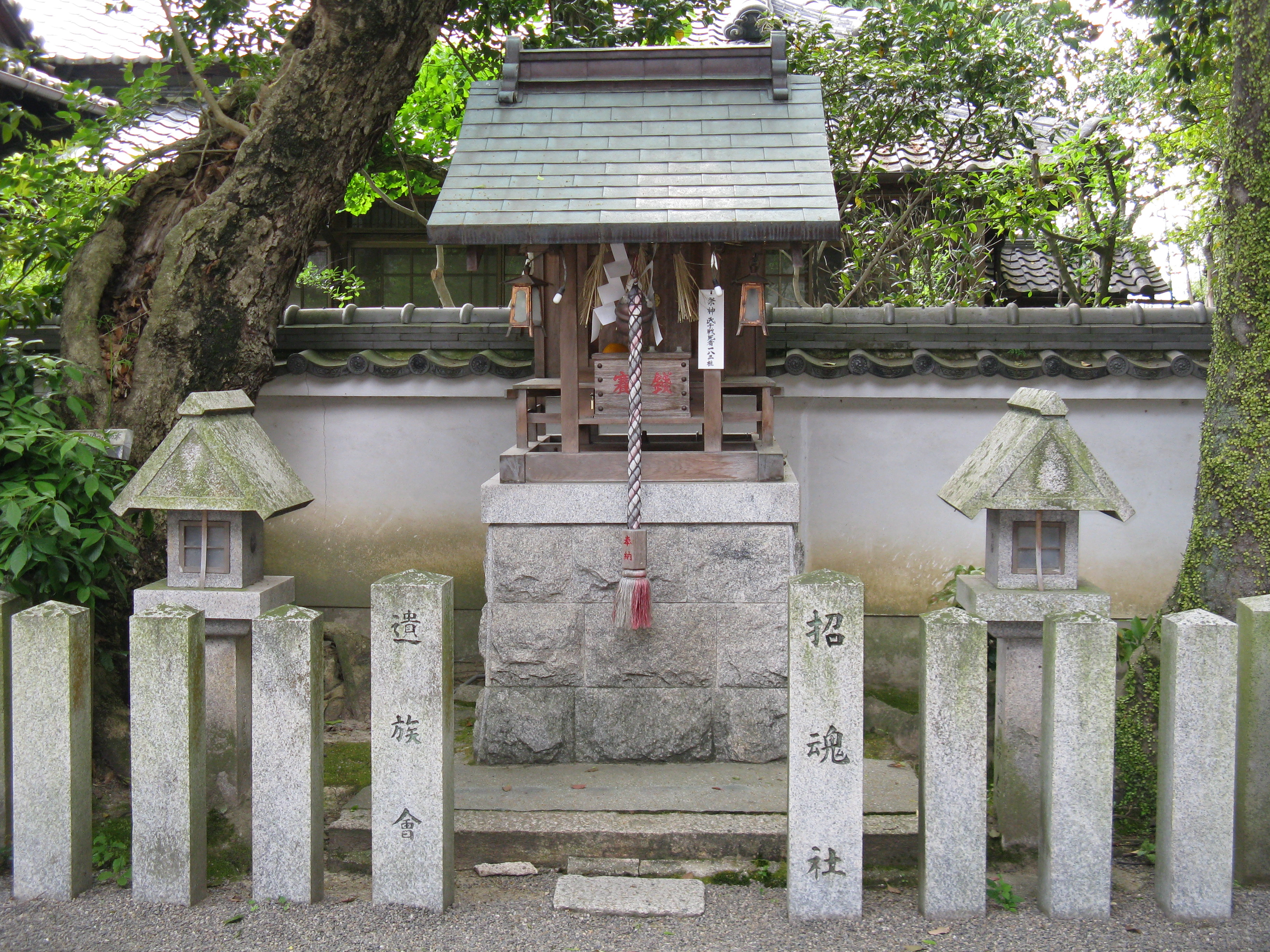
招魂社

## 祭事
10月第1日曜日の秋祭に「上神谷のこおどり」が奉納される。

## 文化財

### 国宝
- 拝殿（建造物） - 1917年（大正6年）4月5日に古社寺保存法に基づき特別保護建造物に指定。1953年（昭和28年）11月14日に文化財保護法に基づき国宝に指定[2][3]。

### 選択無形民俗文化財（国選択）
- 上神谷のこおどり - 元は国神社へ奉納する踊り。1972年（昭和47年）8月5日選択。堺こおどり保存会。

### 大阪府指定文化財
- 有形文化財
  - 木造神像（彫刻） - 元は国神社に祀られていた神像。1982年（昭和57年）3月31日指定[4][5]。
    - 男神像
    - 菩薩形像
    - 明王形像

  - 石造燈籠（工芸品） - 元は国神社にあった燈籠。応永19年（1412年）作。1970年（昭和45年）2月20日指定[4][6]。
- 無形民俗文化財
  - 上神谷のこおどり

## 現地情報
所在地
- 大阪府堺市南区片蔵645

交通アクセス
- 南海泉北線 泉ケ丘駅から南海バス乗車（23系統・「畑」方面）桜井神社前で下車すぐ、または（24系統・「鉢ケ峯」方面）片蔵で下車、徒歩約5分。